# Rosemary Clooney

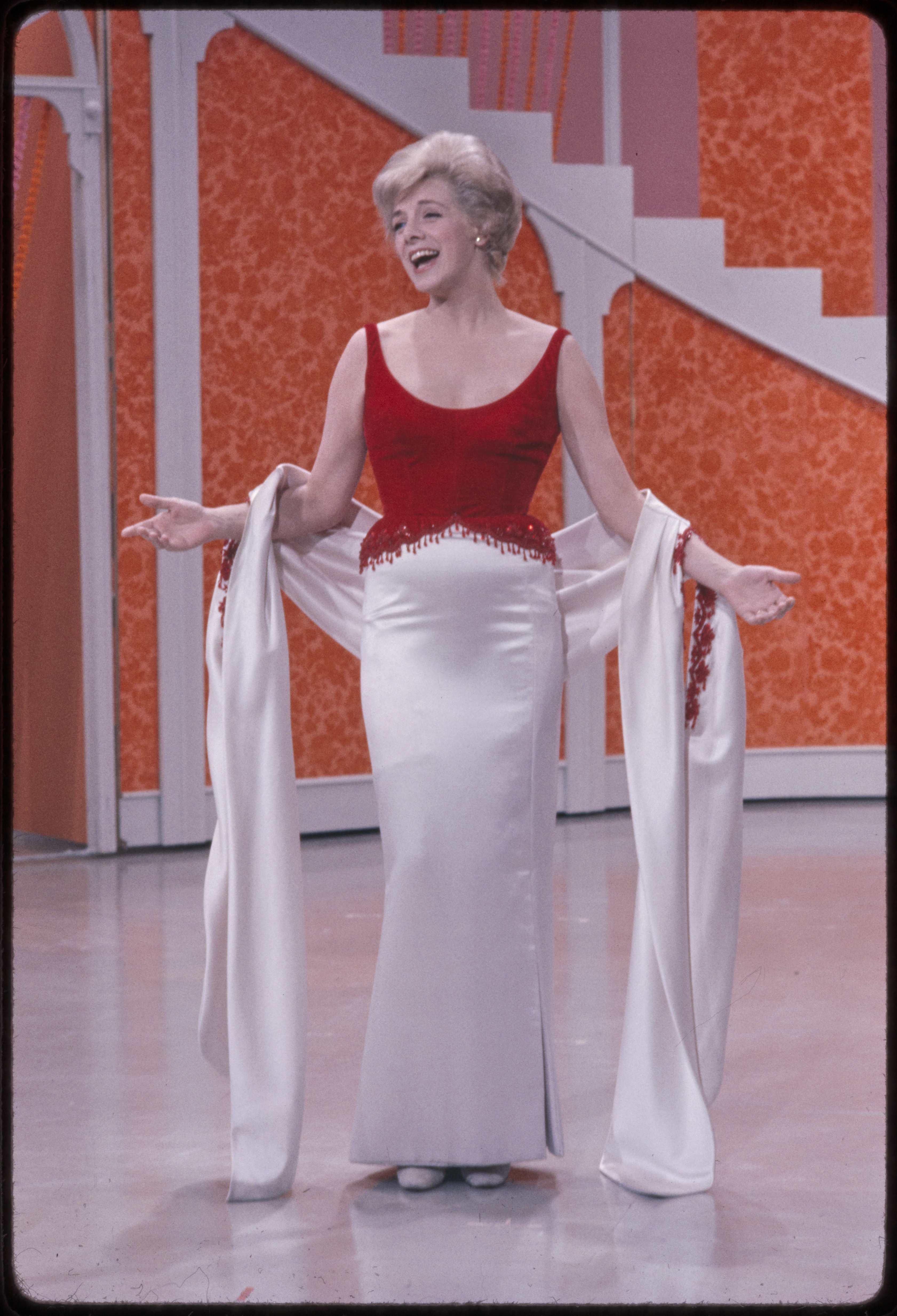
Rosemary Clooney (1966)

Rosemary Clooney (* 23. Mai 1928 in Maysville, Kentucky; † 29. Juni 2002 in Beverly Hills, Kalifornien) war eine US-amerikanische Pop- und Jazzsängerin sowie Schauspielerin, die zu den populärsten Interpreten der 1950er Jahre zählte.

## Leben und Karriere
Rosemary Clooney war die Tochter von Andrew Joseph Clooney (1902–1974) und Marie Frances Guilfoyle (1909–1973). Ihre Großmutter väterlicherseits, Crescentia A. Koch (1874–1939), stammte aus Deutschland.
Sowohl ihre Schwester Betty Clooney und ihr Bruder Nick Clooney als auch dessen Sohn George Clooney gingen ins Musik- oder Showgeschäft – die Geschwister mehr oder minder, um dem alkoholabhängigen Vater zu entfliehen, wie Rosemary Clooney bekannte. Am Anfang sangen die Schwestern als Duo, das 1945 einen der beliebten Radio-Talentwettbewerbe in Cincinnati gewann. Ende der 1940er Jahre trat sie als Sängerin in der Band von Tony Pastor auf. Anfang der 1950er Jahre begann Clooney ihre Karriere als Solistin. Den ersten Erfolg hatte sie jedoch im Duett mit Guy Mitchell mit dem Titel You’re Just In Love.
In ihrer Karriere als Popsängerin, die bis 1957 andauerte, hatte sie folgende Top-Ten-Hits:
- Come On-a My House (7/51, US 1)
- Half As Much (5/52 US 1; 11/52 UK 3)
- Hey There (7/54 US 1; 9/55 UK 1)
- This Ole House (8/54 US 1; UK 1)
- Mambo Italiano (11/54 US 10; UK 1)
- Mangos (6/57 US 10)

Später verlegte sich Clooney mehr auf das Jazz-Repertoire und das „Great American Songbook“, wo sie ihr großes Stimmvolumen und ihr Improvisationstalent nutzen konnte. Das zeigte sich bereits auf ihrem Album mit Duke Ellington (Blue Rose, 1956) oder ihren LPs mit Nelson Riddle, vor allem aber ab 1977 in ihren zahlreichen Aufnahmen (25 Alben) für Concord Jazz. Sie blieb dem Label bis zu ihrem Tod treu und arbeitete dort regelmäßig mit anderen Musikern wie Scott Hamilton zusammen.
1954 spielte sie die Hauptrolle in Western-Musicalfilm Red Garters und, an der Seite von Bing Crosby und Danny Kaye, die weibliche Hauptrolle in Weiße Weihnachten. Darüber hinaus hatte sie zeitweise auch ihre eigene Fernsehshow.
1968 wurde sie Augenzeugin der Ermordung Robert F. Kennedys, der zu ihrem engeren Freundeskreis zählte. Infolgedessen litt sie über Jahre an einem schweren Trauma und Drogenproblemen, die sie letztendlich bewältigen konnte. Für ihr erfolgreiches Bühnen-Comeback 1976 stand vor allem ihr Freund und Kollege Bing Crosby Pate.
Rosemary Clooney war zweimal verheiratet: Von 1953 bis 1969 mit dem bekannten Schauspieler José Ferrer, mit dem sie fünf Kinder hatte. Ihr Sohn Miguel Ferrer wurde wie sein Vater ebenfalls Schauspieler. Ihr Sohn Gabriel heiratete Pat Boones Tochter Debby. Die Tochter der beiden ist die aus Grey’s Anatomy bekannte Schauspielerin Tessa Ferrer. 1997 heiratete Clooney ihre zwei Jahre ältere Jugendliebe Dante DiPaolo, mit dem sie seit 1973 wieder in Kontakt gestanden hatte.
Ihre letzte internationale Konzerttournee führte sie 2001 unter anderem nach London in die Royal Festival Hall. Ihren letzten öffentlichen Konzertauftritt hatte Clooney im Dezember 2001. Nach mehrmonatigem Krankenhausaufenthalt starb sie im Juni 2002 an den Folgen einer Lungenkrebserkrankung. Rosemary Clooney wurde in ihrem Geburtsort Maysville bestattet.
Im Januar 2005 eröffnete in Augusta, Kentucky das Museum „Rosemary Clooney House“, das unter anderem Erinnerungsstücke zu ihren Filmen und Musikaufnahmen bietet, darüber hinaus Kostüme und in einer Sonderausstellung Exponate rund um White Christmas.

## Diskographische Hinweise
- Rosie Solves The Swinging Riddle (RCA Victor, 1960) mit Nelson Riddle
- Sings the Lyrics of Ira Gershwin (Concord Jazz, 1979) mit Warren Vaché, Scott Hamilton, Nat Pierce
- Sings the Music of Harold Arlen (Concord, 1983) mit Warren Vaché, Scott Hamilton, Dave McKenna, Jake Hanna
- Sings the Music of Irving Berlin (Concord Jazz, 1984) mit Warren Vaché, Scott Hamilton, John Oddo, Chris Flory, Ed Bickert, Phil Flanigan, Gus Johnson
- Sings the Lyrics of Johnny Mercer (Concord, 1987)
- Show Tunes (Concord, 1988)
- Rosemary Clooney Sings Ballads (Concord, 1985) mit Chuck Israels, Jake Hanna
- Sings Rodgers, Hart & Hammerstein (Concord 1998) mit Jack Sheldon, Chauncey Welsch, Scott Hamilton, John Oddo, John Clayton, Joe LaBarbera
- Do You Miss New York? (Concord, 1992) mit Warren Vaché, Scott Hamilton, John & Bucky Pizzarelli
- Sentimental Journey (Concord, 2001)
- Jazz-Sammlung: The Rosemary Clooney CBS Radio Recordings (1955–1961) – (Mosaic 2014) – 5 CDs mit Buddy Cole p, Vince Terri g, Don Whitaker b, Nick Fatool dm

## Filmografie (Auswahl)
- 1953: Ein Lied, ein Kuß, ein Mädel (The Stars Are Singing)
- 1953: Here Come the Girls
- 1954: Red Garters
- 1954: Weiße Weihnachten (White Christmas)
- 1954: Tief in meinem Herzen (Deep In My Heart)
- 1982: Twilight Theatre (Fernsehfilm)
- 1994: Radioland Murders – Wahnsinn auf Sendung (Radioland Murders)
- 1994: Emergency Room – Die Notaufnahme (ER; Fernsehserie, 2 Folgen)
- 1999: LateLine (Fernsehserie, 1 Folge)